# Abeer Abdelrahman
Abeer Abdelrahman Khalil Mahmoud (nacida el 13 de junio de 1992) es una halterófila egipcia. Nació en Alejandría, Egipto. Compitió en los Juegos Olímpicos de Pekín 2008 y en los Juegos Olímpicos de Londres 2012 en las categorías de -69 kg y -75 kg, respectivamente, y terminó en quinta posición en ambas Olimpiadas. En 2016, Abdelrahman se convirtió retroactivamente en la primera mujer egipcia en ganar una medalla olímpica cuando las ganadoras originales de las medallas de oro, plata y bronce fueron descalificadas por dopaje. Abdelrahman es ahora medallista de plata en la categoría de -75 kg en los Juegos Olímpicos de 2012. La primera mujer egipcia en recibir su medalla olímpica en el podio fue Sara Ahmed, quien consiguió una medalla de bronce en los Juegos Olímpicos de Río de Janeiro 2016 en levantamiento de pesas, categoría -69 kg femenino.